# Liga ACB 1997-1998
La Liga ACB 1997-1998 è stata la 42ª edizione del massimo campionato spagnolo di pallacanestro maschile.
Il torneo si compone di diciotto formazioni, che si affrontano in un unico girone all'italiana con partite di andata e ritorno. Le prime otto si qualificano per i play-off per il titolo nazionale, disputati al meglio delle cinque gare con le prime due in casa della meglio classificata al termine della stagione regolare. Le ultime tre retrocedono in Liga Española de Baloncesto.
Il Tdk Manresa, sesto al termine della regular season, vince il suo primo titolo nazionale in finale dei play-off sul Tau Cerámica, primo dopo le trentaquattro giornate.

## Risultati

### Stagione regolare
|     | Squadra                      | G  | V  | P  | PF    | PS    | Pt. | Qualificazione |
| --- | ---------------------------- | -- | -- | -- | ----- | ----- | --- | -------------- |
| 1.  | TAU Cerámica                 | 34 | 27 | 7  | 2.906 | 2.627 | 61  | playoffs       |
| 2.  | Real Madrid Teka             | 34 | 25 | 9  | 2.782 | 2.507 | 59  | playoffs       |
| 3.  | Adecco Estudiantes           | 34 | 24 | 10 | 2.889 | 2.651 | 58  | playoffs       |
| 4.  | Festina Joventut             | 34 | 24 | 10 | 3.068 | 2.889 | 58  | playoffs       |
| 5.  | FC Barcelona                 | 34 | 21 | 13 | 2.894 | 2.760 | 55  | playoffs       |
| 6.  | TDK Manresa                  | 34 | 21 | 13 | 2.728 | 2.593 | 55  | playoffs       |
| 7.  | Pamesa Valencia              | 34 | 20 | 14 | 2.692 | 2.635 | 54  | playoffs       |
| 8.  | Unicaja Málaga               | 34 | 20 | 14 | 2.703 | 2.607 | 54  | playoffs       |
| 9.  | Fórum Valladolid             | 34 | 16 | 18 | 2.709 | 2.816 | 50  |                |
| 10. | Club Baloncesto Gran Canaria | 34 | 15 | 19 | 2.833 | 2.838 | 49  |                |
| 11. | León Caja España             | 34 | 14 | 20 | 2.646 | 2.811 | 48  |                |
| 12. | Valvi Girona                 | 34 | 14 | 20 | 2.917 | 2.983 | 48  |                |
| 13. | Caja San Fernando            | 34 | 13 | 21 | 2.677 | 2.757 | 47  |                |
| 14. | Caja Cantabria               | 34 | 12 | 22 | 2.720 | 2.821 | 46  |                |
| 15. | Cáceres Club Baloncesto      | 34 | 12 | 22 | 2.605 | 2.799 | 46  | playout        |
| 16. | Covirán Sierra Nevada        | 34 | 11 | 23 | 2.715 | 2.823 | 45  | playout        |
| 17. | Ciudad de Huelva             | 34 | 9  | 25 | 2.603 | 2.921 | 43  | playout        |
| 18. | Ourense Xacobeo 99           | 34 | 8  | 26 | 2.578 | 2.827 | 42  | playout        |

### Play-out
| Cáceres Club Baloncesto | 3 – 1 | Ourense Xacobeo 99 |

| Covirán SN | 3 – 2 | Ciudad de Huelva |

Verdetti: Ourense Xacobeo 99 e Ciudad de Huelva retrocesse nella Liga Española de Baloncesto

## Playoff
|  | Quarti di finale | Quarti di finale | Quarti di finale |         |                   | Semifinali     | Semifinali | Semifinali |  |  | Finali | Finali         | Finali |
|  |                  |                  |                  |         |                   |                |            |            |  |  |        |                |        |
|  | 1.               | Saski Baskonia   | 3                |         |                   |                |            |            |  |  |        |                |        |
|  | 8.               | Málaga           | 0                |         |                   |                |            |            |  |  |        |                |        |
|  | 8.               | Málaga           | 0                |         | 1.                | Saski Baskonia | 3          |            |  |  |        |                |        |
|  |                  |                  |                  |         | 1.                | Saski Baskonia | 3          |            |  |  |        |                |        |
|  |                  | 5.               | Barcellona       | 0       |                   |                |            |            |  |  |        |                |        |
|  | 4.               | 5.               | Barcellona       | 0       | Joventut Badalona | 1              |            |            |  |  |        |                |        |
|  | 4.               |                  |                  |         | Joventut Badalona | 1              |            |            |  |  |        |                |        |
|  | 5.               | Barcellona       | 3                |         |                   |                |            |            |  |  |        |                |        |
|  |                  |                  |                  |         |                   |                |            |            |  |  | 1.     | Saski Baskonia | 1      |
|  |                  |                  | 6.               | Manresa | 3                 |                |            |            |  |  |        |                |        |
|  | 2                | Real Madrid      | 3                |         |                   |                |            |            |  |  |        |                |        |
|  | 7                | Valencia         | 1                |         |                   |                |            |            |  |  |        |                |        |
|  | 7                | Valencia         | 1                |         | 2.                | Real Madrid    | 1          |            |  |  |        |                |        |
|  |                  |                  |                  |         | 2.                | Real Madrid    | 1          |            |  |  |        |                |        |
|  |                  | 6.               | Manresa          | 3       |                   |                |            |            |  |  |        |                |        |
|  | 3.               | 6.               | Manresa          | 3       | Estudiantes       | 1              |            |            |  |  |        |                |        |
|  | 3.               |                  |                  |         | Estudiantes       | 1              |            |            |  |  |        |                |        |
|  | 6.               | Manresa          | 3                |         |                   |                |            |            |  |  |        |                |        |

| Liga ACB 1997-1998 |
| ------------------ |
| Manresa 1º titolo  |

## Formazione vincitrice
| N° | Naz.                   | Ruolo | Sportivo        |  | Alt. |  |
| -- | ---------------------- | ----- | --------------- |  | ---- |  |
| 4  | Stati Uniti (bandiera) | G     | Herb Jones      |  | 195  |  |
| 5  | Spagna (bandiera)      | P     | Jesús Lázaro    |  | 185  |  |
| 6  | Spagna (bandiera)      | A     | Pere Capdevila  |  | 196  |  |
| 7  | Spagna (bandiera)      | P     | Joan Creus      |  | 176  |  |
| 8  | Stati Uniti (bandiera) | AG    | Bryan Sallier   |  | 203  |  |
| 9  | Spagna (bandiera)      | G     | Paco Vázquez    |  | 190  |  |
| 11 | Stati Uniti (bandiera) | AC    | Derrick Alston  |  | 208  |  |
| 12 | Spagna (bandiera)      | C     | Quique Moraga   |  | 212  |  |
| 13 | Spagna (bandiera)      | AP    | Román Montañez  |  | 193  |  |
| 14 | Spagna (bandiera)      | AP    | Lisard González |  | 199  |  |
| 15 | Spagna (bandiera)      | AC    | Jordi Singla    |  | 200  |  |
|    | Spagna (bandiera)      | All.  | Luis Casimiro   |  |      |  |

## Premi e riconoscimenti
- Liga ACB MVP:  Dejan Bodiroga, Real Madrid
- Liga ACB MVP finali:  Joan Creus, TDK Manresa